# Baskın Oran
Baskın Oran, né le 26 juillet 1945 à Izmir, est un universitaire, politologue, homme politique et militant des droits de l'homme turc, aujourd'hui à la retraite de l'enseignement, qui est devenu, à la suite notamment de diverses publications sur les minorités une figure de proue dans le combat pour la démocratie en Turquie.

## Biographie
Baskın Oran a fréquenté le lycée Saint-Joseph, ce qui explique sa francophonie, puis le lycée Atatürk d'Izmir. Il intégrera ensuite la faculté de sciences politiques de l'université d'Ankara qu'il terminera en 1968. En 1969, il y est reçu comme assistant au département des relations internationales. 
En 1971, consécutivement au coup d'État, il est suspendu une première fois de son poste dans lequel il sera réintégré par le Conseil d'État (Danıştay) en 1972. Il termine son doctorat en 1974.
En 1982, alors qu'il est assistant maître de conférences, il est à nouveau suspendu de l'enseignement par le putsch militaire. Il ne sera rétabli dans ses fonctions qu'en 1990 par décision de justice. En 1991, il est nommé maître de conférences du département de relations internationales et, en 1997, il reçoit enfin le titre de professeur.
Ses pôles d'intérêt et sujets d'études de prédilection sont les minorités, le nationalisme, la globalisation, la politique étrangère turque et les relations entre État et religion.
Il prend sa retraite durant l'année 2007 tout en continuant à enseigner à la faculté de sciences politiques de l'université d'Ankara et à dispenser des conférences et cours dans des universités étrangères.
Il est éditorialiste dans les quotidiens Birgün de 2004 à 2006, Radikal, Radikal 2 et depuis février 2000 pour l'hebdomadaire bilingue - en turc et arménien - Agos, journal duquel son ami Hrant Dink fut le fondateur et le directeur de publication. Il collabore aussi aux magazines et journaux Büyük Meclis (La Grande Assemblée), Yeni Gündem (Nouveau Quotidien), Ikibin'e doğru (Vers l'an 2000), Tempo, Aydınlık (Clarté) de 1985 à l'année 2000.
Depuis 2003, il est président de la sous-commission aux droits culturels et aux droits des minorités du Conseil consultatif des droits de l'homme rattaché au ministère des droits de l'homme. La publication en 2004, d'un rapport controversé, lui valut ainsi qu'au professeur Ibrahim Kaboğlu, des poursuites judiciaires et des menaces de mort de la part de groupes ultra-nationalistes. 
Le 1er juin 2007, il est candidat aux élections législatives dans la deuxième circonscription d'Istanbul sur la liste de la plateforme du Collectif des candidats indépendants (Ortak Bağımsız Aday Platformu).

## Une personnalité engagée
Baskın Oran est "Agent de liaison national" (National Liaison Officer)) pour la Turquie à la Commission contre le racisme et l'intolérance du Conseil de l'Europe.
Le 15 décembre 2008, Baskin Oran avec Ahmet İnsel, Ali Bayramoğlu, Cengiz Aktar et plus d'un millier d'intellectuels turcs lancent l'appel "Nous demandons pardon aux Arméniens" s'opposant ainsi à l'amnésie collective délibérément organisée en Turquie depuis 1923 et à la thèse officielle prévalant depuis cette époque. Cette version de l'histoire minimise la responsabilité du gouvernement de l'époque dans les déportations et les massacres des arméniens.
Baskın Oran est une personnalité indépendante qui continue à remuer les consciences en Turquie malgré les ennuis judiciaires et les menaces. Il est un des représentants de cette avant-garde de la société civile qui lutte pour que la Turquie achève sa mutation démocratique, il n'hésite pas à parler de "deuxième révolution" en cours, la première ayant été celle de l'instauration de la république par Mustafa Kemal Atatürk en 1923.

## Du kémalisme à la social-démocratie.
Baskın Oran, qui est issu d'une famille de la bourgeoisie kémaliste et laïque, aime à raconter qu'il a évolué par étapes et au fil de rencontres essentielles qui l'ont amené à devenir la "bête noire" des nationalistes de son pays.
Étudiant, il est très à gauche, se sent proche des communistes comme beaucoup à cette époque (en 1968, il a 23 ans).
En 1986, il écrit La question de la minorité turque de Grèce dans les relations turco-grecques , il est alors contacté par une personnalité kurde qui lui fait remarquer que les Kurdes vivent une situation similaire en Turquie. À la suite de cet échange, il oriente ses travaux sur la question des minorités et du nationalisme en Turquie. C'est ce qui le conduira à être sollicité par le gouvernement comme expert de ce sujet en 2003 pour coécrire un rapport, qui, malgré les foudres de la justice, deviendra le livre "Türkiye'de Azınlıklar, Kevramlar - Teori - Lozan - İç mevzuat - İçtihat - Uygulama" (Les Minorités en Turquie : concepts, théorie, Lausanne, législation interne, jurisprudence, pratique). Ce livre deviendra un "best-seller" en Turquie.
En 1993, un autre rencontre sera décisive : Baskın Oran reçoit un appel d'un certain Fırat Dink (nom "turquisé" de Hrant Dink) qui lui dit avoir été très ému par sa lecture et surtout par le fait que ce soit un turc qui l'ait écrit (il faut ici avoir à l'esprit que le sujet a été tabou en Turquie depuis l'avènement de la République au nom de la sacro-sainte unité nationale). Il se rencontreront et resteront très liés jusqu'à ce que l'assassinat du journaliste le 19 janvier 2007 les sépare.
Il s'affirme aujourd'hui comme social-démocrate sans être affilié à un parti politique.

## À propos des identités et des conflits identitaires
Baskın Oran affirme que la plupart des conflits en Turquie s'expliquent par le choix qu'a fait la république de se fonder sur l'identité turque (ethnique - basée sur le sang) au lieu de choisir le sol, il déplore le choix du nom du peuple "Türk"  au lieu de "Türkiyeli" (de Turquie). À l'époque Ottomane, les turcs étaient un des "millet" (infra-identité) qui composaient l'empire dirigé par les Ottomans (supra-identité), les autres "millet" étaient les Grecs, les Arméniens, les Kurdes, les Syriaques, les Arabes, etc. L'erreur du nationalisme kémaliste serait d'avoir remplacé la supra-identité "neutre" par une des infra-identités, au lieu de construire la nation sur l'appartenance à une terre (les ottomans n'étaient plus turcs dans une acception ethnique et d'ailleurs ne se reconnaissent plus eux-mêmes comme tels).
Il réfute le mythe selon lequel le kémalisme serait à l'origine d'une société égalitariste. Il a créé un acronyme pour désigner sur quel sociotype se base l'idéologie et la classe dominante : les "lahasümüt" (laik hanefi sünni müslüman türk - Turc musulman sunnite hanafite et laïque), ils sont, d'après lui, l'équivalent en Turquie de ce que les WASP (White Anglo-Saxon Protestant) sont aux États-Unis.

## Publications
- Baskin Oran, « MK. », récit d’un déporté arménien – 1915 Dix années d’errance parmi les Kurdes et les Syriaques, Levallois-Perret, éditions Turquoise, 2007, 159 p. (ISBN 978-2-9514448-1-2, BNF 41203919)
- Samim Akgönül, Les Minorités en Turquie : concepts, théorie, Lausanne, législation interne, jurisprudence, pratique (présentation en français de l'ouvrage), İletişim Yayınları Istanbul, 2004 (lire en ligne)
- (en) Baskin Oran, Turkish Foreign Policy : 1919-2006, Salt Lake city (Utah), University of Utah Press, 2008, 968 p. (ISBN 978-0-87480-904-6, lire en ligne)
- (tr) Baskin Oran, Kenan evren in yasilmamis anilari son defter, Bilgi, 1990 (lire en ligne)